# Jardín botánico didáctico experimental de la Universidad de Milán

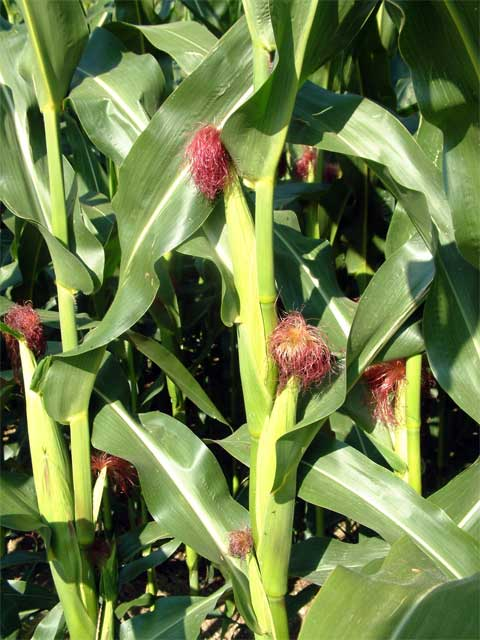
Panochas de Zea mays una de las especies cultivadas en el Orto Botanico Didattico Sperimentale dell'Università di Milano y utilizada en trabajos de investigación.

El Jardín botánico didáctico experimental de la Universidad de Milán (en italiano: Orto Botanico Didattico Sperimentale dell'Università di Milano también conocido como "Il vecchio orto botanico di via Colombo") es un jardín botánico de 3,600 m² de extensión, administrado por el Istituto di Scienze Botaniche de la Universidad de Milán, en Milán, Italia. Su código de reconocimiento internacional como institución botánica, así como las siglas de su herbario es MI.

## Localización
Istituto-Orto Botanico dell'Universita di Milano Via Giuseppi Colombo 60, I-20133 Milano, Provincia de Milano, Lombardia, Italia.45°28′29.64″N 9°13′35.12″E / 45.4749000, 9.2264222

## Historia
El Orto Botanico Didattico Sperimentale dell'Università di Milano, es el más antiguo y más pequeño de los jardines botánicos que administra la Universidad de Milán.
La Universidad de Milán, reúne con este bajo su administración, a cuatro jardines botánicos (los otros tres son: Jardín Botánico de Cascina Rosa, Jardín Botánico de Brera y el del sur del lago Garda el Toscolano-Maderno), que albergan a muchos tipos de plantas.

## Colecciones
El jardín es usado primordialmente para la educación de los estudiantes de la universidad con proyectos tales como el cultivo del maíz en un medio controlado para estudiar los nutrientes necesarios para su desarrollo, así como las mutaciones. 
En sus colecciones alberga helechos, plantas suculentas, y varias especies cultivadas a partir de semillas incluyendo espárragos, cebada, guisantes, petunias, primulas, arroz, espinacas, tabaco, tomates, y trigo.